# Локвата
Вижте пояснителната страница за други значения на Локвата.
Локвата е село в Западна България. То се намира в община Бобов дол, област Кюстендил.

## Население
Численост и дял на етническите групи според преброяването на населението през 2011 г.
|                     | Численост | Дял (в %) |
| Общо                | 8         | 100,00    |
| Българи             | 8         | 100,00    |
| Турци               | 0         | 0,00      |
| Цигани              | 0         | 0,00      |
| Други               | 0         | 0,00      |
| Не се самоопределят | 0         | 0,00      |
| Неотговорили        | 0         | 0,00      |

## Редовни събития
Всяка година на 15 август, Света Богородица се провежда събор.